# Eparistera Daimones
Eparistera Daimones è il primo album in studio della band svizzera gothic/doom metal, Triptykon, progetto musicale di Tom Gabriel Fischer, fondatore di band come Hellhammer, e Celtic Frost. Il titolo, tratto da un libro di Aleister Crowley, è in greco (ΕΠΑΡΙΣΤΕΡΑ ΔΑΙΜΟΝΕΣ) e significa "Sulla mia (mano) sinistra i demoni".
L'album è stato pubblicato da Prowling Death Records Ltd., nell'ambito di un accordo di licenza con la Century Media Records nel marzo 2010, e Victor Entertainment Japan il 21 aprile per la versione giapponese che contiene in più la canzone Shatter, che poi uscirà in versione EP a ottobre.
Eparistera Daimones è stato prodotto da Tom Gabriel Fischer e il chitarrista dei Triptykon V. Santura ha messo a disposizione il suo studio (nella Germania meridionale) per la registrazione dell'album.

## Tracce
1. Goetia
2. Abyss Within My Soul
3. In Shrouds Decayed
4. Shrine
5. A Thousand Lies
6. Descendant
7. Myopic Empire
8. My Pain
9. The Prolonging

Edizione Giapponese
1. Shatter [Bonus Track]

## Crediti
Triptykon
- Tom Gabriel Fischer - voce, chitarra elettrica e produttore
- V. Santura - chitarra, programmazione e voce
- Norman Lonhard  - batteria
- Vanja Slajh - basso elettrico e voce

Collaborazioni
- Simone Vollenweider - voce
- A. Acanthus Gristle - voce
- Fredy Schnyder - pianoforte
- Nadine Rimlinger - violino

Produzione
- Tom Gabriel Fischer e V. Santura – produzione
- Lars Klokkerhaug e Erik Ljunggren - tecnici
- Walter Schmid - mastering
- Antje Lange e Tom Gabriel Warrior - produttori esecutivi
- Vincent Castiglia - artwork